# Bretó
Bretó é um município da Espanha na província de Zamora, comunidade autónoma de Castela e Leão, de área 21,53 km² com população de 223 habitantes (2007) e densidade populacional de 10,36 hab./km².

## Demografia
| Variação demográfica do município entre 1991 e 2004 | Variação demográfica do município entre 1991 e 2004 | Variação demográfica do município entre 1991 e 2004 | Variação demográfica do município entre 1991 e 2004 |
| --------------------------------------------------- | --------------------------------------------------- | --------------------------------------------------- | --------------------------------------------------- |
| 1991                                                | 1996                                                | 2001                                                | 2004                                                |
| 305                                                 | 267                                                 | 242                                                 | 236                                                 |